# Leszih Miksa gazdasági gépgyára
Leszih Miksa gazdasági gépgyára 1863-tól 1906-ig működött Miskolcon, a Zsolcai kapuban kialakult ipari övezetben.

## Története

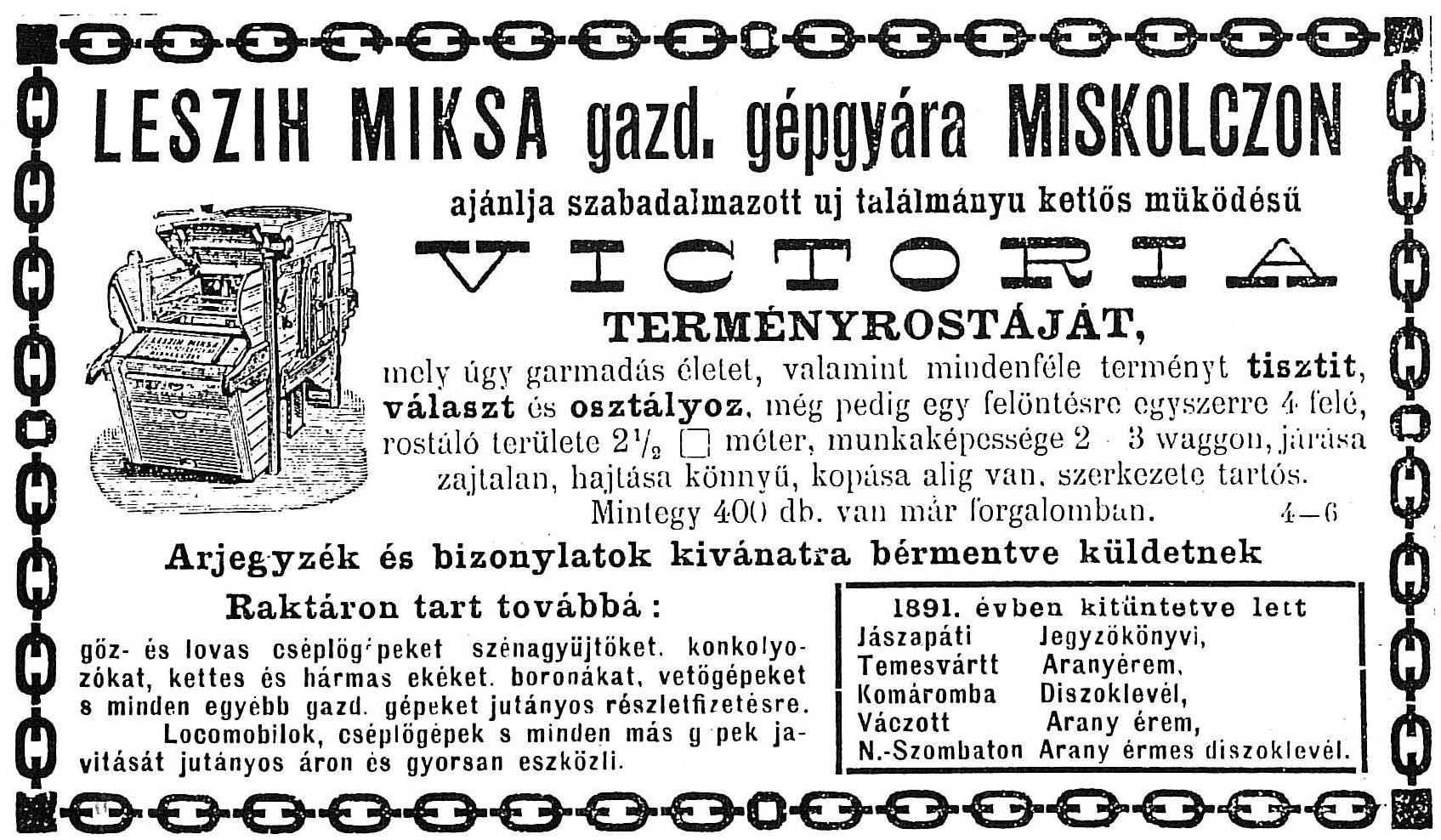
A gyár hirdetése 1891-ből

Leszih Miksa rozsnyói iparos család tagjaként 1863-ban érkezett Miskolcra. Első műhelyét testvérével és unokaöccsével közösen alapította a Borsod-Miskolci Gőzmalom szomszédságában, de 1876-tól már egyedül vitte az üzemet. Miután a vállalkozása kinőtte addigi helyét, 1881-ben új gyárat épített a Zsolcai kapuban, amelyben legfeljebb 12 munkás dolgozott. Jó képességű szakemberként kiváló minőségű és megbízható gépeket gyártott elsősorban a mezőgazdaság számára (ekéket, boronákat, répavágókat, borászati eszközöket), amiket maga forgalmazott, néhány más cég termékeivel együtt. Gyártmányaival 1877-ben Sátoraljaújhelyen, 1881-ben pedig Felsőzsolcán díjakat nyert. Az üzem kiépültsége az 1880-as évek vége felé érte el végleges állapotát, az utcafronton Leszih lakóháza helyezkedett el, az udvari részben volt a műhely és az áruraktár.
A gépgyár 1888 és 1894 között élte fénykorát. Leszih ekkor fejlesztette ki „Viktória” nevű terményrostáját, ami országos elismertséget hozott számára, de más termékei is sikeresek voltak: 19 hazai és nemzetközi kiállításon nyert díjat vagy kitüntetést. Gyárában ekkor már 30 munkást és 6–8 tanulót alkalmazott. A vállalkozás sikerét bizonyítja, hogy 4000–4500 forintnyi évi beruházása 10–13 000 forintos éves bevételt hozott. Így kerülhetett a miskolci virilisek (legtöbb adót fizetők), ennek révén pedig a városi képviselő-testület tagjainak sorába.
Leszih 59 éves korában, 1895-ben hunyt el – fiúutód nélkül. Ekkor felesége vezette tovább az üzletet, de egy év múlva bérbe adta Szilágyi Miklós és Diskant György gépipari vállalkozásának, akik végül 1907-ben megvásárolták a telket az építményeivel és gépeivel együtt.
A Leszih család síremléke a Mindszenti evangélikus temetőben található. Leszih Miksa egyik lányát, Etelkát Balogh Bertalan, a miskolci művelődési és művészeti élet szervezője, a Borsod-Miskolci Közművelődési és Múzeum Egyesület titkára, illetve elnöke vette feleségül. A sírban fekszik a család leszármazottja, Leszih Andor, a Borsod-Miskolci Múzeum igazgatója is.